# Corée du Sud aux Jeux paralympiques d'hiver de 2018
La Corée du Sud participe aux Jeux paralympiques d'hiver de 2018 à Pyeongchang, en Corée du Sud, du 9 au 18 mars 2018. Il s'agit de la huitième participation de ce pays aux Jeux paralympiques d'hiver ; la Corée du Sud est présente à tous les Jeux depuis ceux de 1992.
La Corée du Sud est également le pays hôte de ces Jeux paralympiques, les deuxièmes organisés en territoire sud-coréen après les Jeux paralympiques de Séoul 1988.
Sin Eui-hyun est le porte-drapeau de la délégation sud-coréenne.